# Liste de mines en Nouvelle-Écosse
Voici liste de mines situées en Nouvelle-Écosse, triée en fonction du type de production.

## Liste

### Charbon
| mine                      | coordonnées               | ville         | propriétaire                      | date      | notes |
| Springhill coalfield (en) | 45°40′N 64°4′W            | Springhill    | A.V. Roe Canada Company Ltd. (en) | ????-1958 | [ 1 ] |
| Mine Westray              | 45°33′14″N 062°38′44″W    | Plymouth (en) | Curragh Resources (en)            | 1991-1992 |       |
| Pioneer Coal Mine (en)    | 45°33′56.5″N 62°40′30.4″W | Stellarton    | Pioneer Coal                      |           |       |

### Or
| mine             | coordonnées                  | ville                         | propriétaire                  | date  | notes |
| Catcha Lake (en) | 44° 44′ 09″ N, 63° 11′ 40″ O | Acadian Gold Corporation (en) | Halifax Regional Municipality | 1882- |       |